# Kamikawa Takaya
Takaya Kamikawa (上川 隆也) là một nam diễn viên người Nhật Bản.
Anh đã từng đóng vai phụ trong phim Hanazakari no Kimitachi e và vai Anti-Spiral trong Tengen Toppa Gurren Lagann.